# Турне
Турне (фр. Tournai) је општина у Белгији у региону Валонија у покрајини Ено. Према процени из 2007. у општини је живело 67.844 становника.

## Становништво
Према процени, у општини је 1. јануара 2015. живело 69.756 становника.
| 1984.  | 2000.  | 2010. | 2015. |
| ------ | ------ | ----- | ----- |
| 67.291 | 67.379 | 69043 | 69756 |